# Acanthodelta malagasy
Acanthodelta malagasy là một loài bướm đêm trong họ Noctuidae.